# Калабухов, Николай Семёнович
Николай Семёнович Калабухов (род. 1 января 1946, Парабельский район, Томская область) — советский и российский военачальник. Участник операции «Дунай», афганской войны, первой чеченской войны,второй чеченской войны. Заместитель командующего 58-й армии Северо-Кавказского военного округа по вооружению. Генерал-майор

## Биография
Родился 1 января 1946 года в посёлке Борки Парабельского района Томской области В 1963 г. окончил 10 классов Нарымской средней школы Парабельского района Томской области.

### Образование
- 1966 году Омское танко-техническое училище
- 1974 году Военной академии БТВ

### На воинской службе
В 1963—1966 годы учился в Омском танко-техническом училище.
В 1968 году участвовал в операции «Дунай» событиях в Чехословакии.
В 1970—1974 годы — учеба на инженерном факультете Академии БТВ им. Маршала Советского Союза Р. Я. Малиновского.В 1976—1978 годы учился в Академии БТВ на факультете руководящего инженерного состава (ФРИС).
1966—1970 годы — заместитель командира танковой роты в Белорусском военном округе; 30-я, 120-я МСД; заместитель командира танкового батальона по технической части 80-й танковой дивизии Среднеазиатского военного округа;заместитель командира 164-го мсп ЦГВ,
В 1980—1982 годы заместитель командира 122-го мсп, 201-й мсд ТуркВО, принимал участие в военных событиях в Афганистане:
заместитель по вооружению 144-го мсп 82-й мсд СКВО;
заместитель командира 364-й мсд СКВО,
заместитель командира 9-й мотострелковой Краснодарской Краснознаменной орденов Кутузова и Красной Звезды дивизии имени Верховного Совета Грузинской ССР СКВО.

### На высших должностях
1987—1995 годы — заместитель командира 42-го ак СКВО по вооружению. В 1991—1994 годах принимал участие в осетино-ингушском конфликте в составе 42-го ак.
В 1994—1996 годах — принимал участие в военных событиях в Чеченской республике. В 1-ю чеченскую войну — в должностях заместителя командующего Западным направлением, заместителя командующего всей группировкой войск по вооружению в составе 58-й армии СКВО
1995—1996 годы — заместитель командира 67-го ак СКВО по вооружению.
1998—2001 годы — заместитель командующего 58-й армии СКВО по вооружению.
В 1998—2000 годы во время 2-й чеченской войны занимал должности заместителя командующего по вооружению Восточного направления, заместителя командующего по вооружению специального направления по г. Грозному, заместителя командующего по вооружению всей группировкой.

### В отставке
Живёт и работает в городе Краснодар.
С 2012 года Инспектор Группы инспекторов Объединённого стратегического командования Южного военного округа Министерства обороны Российской Федерации.

## Семья
- жена
- Сын Дмитрий
- Сын Николай
- Внуки Арина, Дмитрий, Роман

## Знаки отличия
- Орден За заслуги перед Отечеством 4-й степени
- Орден Мужества
- Орден «За службу Родине в Вооружённых Силах СССР» 3-й степени
- Орден «За военные заслуги»
- Медаль «За отвагу»
- Медаль «За укрепление боевого содружества»
- Юбилейная медаль «Двадцать лет Победы в Великой Отечественной войне 1941—1945 гг.»
- Юбилейная медаль «50 лет Вооружённых Сил СССР»
- Юбилейная медаль «60 лет Вооружённых Сил СССР»[2]
- Юбилейная медаль «70 лет Вооружённых Сил СССР»[3]
- Медаль «За безупречную службу» I степени
- Медаль «За безупречную службу» II степени
- Медаль «За безупречную службу» III степени
- Медаль «За ратную доблесть» и др.
- награды других ведомств
- Иностранные награды.